# Jambol
Jàmbol er en by i det sydøstlige Bulgarien, med et indbyggertal på 69.553 (2024). Byen er hovedstad i Jambol-provinsen og ligger ved bredden af Tundzha-floden.